# HD205370
HD205370 — хімічно пекулярна зоря спектрального класу A5, що має видиму зоряну величину в смузі V приблизно  8,6.
Вона  розташована на відстані близько 1449,6 світлових років від Сонця.